# アリゲーター (映画)
『アリゲーター』（Alligator）は、1980年公開のアメリカ合衆国のホラー映画、パニック映画。

## 概要
「下水道のワニ」と呼ばれる、捨てられたペットのワニが下水道に住み着くという都市伝説をベースとした作品である。
市街地に現れた巨大ワニと人々との死闘を描く。
日本公開時のあおり文句は「誰でも12回は飛び上がります」。

## あらすじ
下水道に捨てられたペットのワニが、研究所から投棄された成長ホルモン実験用の犬の死体を食べて体長10m以上に成長、人間を襲い始めた。

## スタッフ
- 監督：ルイス・ティーグ
- 製作：ブランドン・チェイス、マーク・L・ローゼン
- 製作総指揮：ロバート・S・ブレムソン
- 原案：ジョン・セイルズ、フランク・レイ・ペリリ
- 脚本：ジョン・セイルズ
- 撮影：ジョセフ・マンジーン
- 特殊メイク：ロバート・ショート
- 美術：マイケル・アーラー
- 編集：ラリー・ボック、ロナルド・メディコ
- 音楽：クレイグ・ハンドリー
- 舞台装置：シド・A・スマイリー

## キャスト
| 役名                       | 俳優                      | 日本語吹替                          | 日本語吹替                                                                       |
| 役名                       | 俳優                      | フジテレビ版                        | テレビ朝日版                                                                     |
| -------------------------- | ------------------------- | ----------------------------------- | -------------------------------------------------------------------------------- |
| デヴィッド・マディソン刑事 | ロバート・フォスター      | 高岡健二                            | 草野大悟                                                                         |
| マリサ・ケンドール         | ロビン・ライカー          | 弥永和子                            | 風間舞子                                                                         |
| スレイド                   | ディーン・ジャガー        | 北村弘一                            | 大久保正信                                                                       |
| ブロック大佐               | ヘンリー・シルヴァ        | 筈見純                              | 若本紀昭                                                                         |
| クラーク署長               | マイケル・ガッツォ        | 雨森雅司                            | 辻村真人                                                                         |
| ルーク                     | シドニー・ラシック        |                                     | 村松康雄                                                                         |
| 市長                       | ジャック・カーター        | 伊井篤史                            | 阪脩                                                                             |
| ジム・ケリー               | ペリー・ラング            | 塩沢兼人                            | 島田敏                                                                           |
| アーサー・ヘルムズ         | ジェームズ・インガーソル  | 楠正通                              | 千田光男                                                                         |
| マデリン                   | パティ・ジェローム        |                                     | 遠藤晴                                                                           |
| ビル                       | ロバート・ドイル          |                                     | 石森達幸                                                                         |
| ABCニュースキャスター      | エンジェル・トンプキンス  |                                     | 峰恵研                                                                           |
| ニュースキャスター         | スー・リオン              |                                     | 朝井良江                                                                         |
| トーマス・ケンプ           | バート・ブレイヴァーマン  | 村山明                              | 池田秀一                                                                         |
| キアラン                   | ロイス・D・アップルゲイト |                                     | 島香裕                                                                           |
| 少女時代のマリサ           | レズリー・ブラウン        | 鵜飼るみ子                          |                                                                                  |
| その他                     |                           |                                     | 遠藤晴 清川元夢 津田英三 小宮和枝 大塚芳忠 田原アルノ 頓宮恭子 木藤聡子 川口明美 |
| 日本語版スタッフ           |                           |                                     |                                                                                  |
| 演出                       |                           |                                     | 福永莞爾                                                                         |
| 翻訳                       |                           |                                     | 宇津木道子                                                                       |
| 調整                       |                           |                                     | 遠西勝三                                                                         |
| 効果                       |                           |                                     | 南部満治 大橋勝次                                                                |
| 選曲                       |                           |                                     | 河合直                                                                           |
| 担当                       |                           |                                     | 猪谷敬二                                                                         |
| 解説                       |                           | 高島忠夫                            | 淀川長治                                                                         |
| 制作                       |                           | フジテレビ ニュージャパンフィルム   | ニュージャパンフィルム                                                           |
| 初回放送                   |                           | 1983年3月5日 『ゴールデン洋画劇場』 | 1986年6月15日 『日曜洋画劇場』 ※DVD収録                                          |

※ 2003年にキングレコードより発売のDVDには、テレビ朝日版のみ収録。

※ 2024年に是空／TCエンタテインメントより発売の『アリゲーター１＆２ UHD＋BD パーフェクトBOX 初回限定生産』及び『アリゲーター 4Kレストア版 Blu-ray』には、2種類全ての音源が収録。

※ フジテレビ版は1シーン(24秒間)のみ欠落部分が存在、テレビ朝日版はノーカット収録。